# 庚丁
庚丁（こうてい）は殷朝の第26代王。